# 조 하비
조 하비(Joe Haevey, 1918년 6월 11일 ~ 1989년 2월)는 잉글랜드의 축구 선수이자 감독이었다. 선수 시절 대부분을 뉴캐슬 유나이티드에서 보냈고, 은퇴 이후에는 감독까지 맡았다.
그는 뉴캐슬 역사상 가장 오랜 기간 동안 주장과 감독을 맡은 사람이며, 역대 뉴캐슬 감독들 중 메이저 트로피를 가장 많이 획득한 감독이기도 하다.